# Один тикаль (монета Сиама)
Один тикаль — устаревшая монета Сиама. Современный эквивалент — один бат.

## История

### Ранние монеты-слитки
Одним из первых выпусков монет номиналом один тикаль являются монеты из серебра, чеканившиеся в 1824 году. В 1851—1868 годах чеканились слитки, несколько отличающиеся техническими характеристиками. Данных о других монетах-слитках этого номинала нет.

### Монеты европейского типа
В 1860 году чеканились монеты европейского типа из серебра, близкие по массе к слиткам. В 1860 и 1868 годах были отчеканены пробные монеты из меди. В 1868—1870 годах чеканились монеты из серебра несколько другого дизайна и меньшие по весу. В 1876—1900 годах чеканились монеты из серебра с портретом Рамы V.

### Монеты после введения десятичной денежной системы
21 августа 1898 года в Сиаме была введена десятичная денежная система: 1 тикаль = 100 сатангов, однако была оставлена вспомогательная денежная единица — салунг, равная 1⁄4 тикаля. Поэтому монеты, чеканившиеся в 1901—1907 и аналогичные по дизайну монетам 1876—1900 годов, но меньшие по диаметру, с указанием даты и с рубчатым гуртом, уже относятся к десятичным. В 1908 году были отчеканены монеты с новым портретом Рамы V. В 1913—1918 годах чеканились монеты с портретом Рамы VI.
С 15 апреля 1928 года национальная валюта Сиама (с 1939 года — Таиланд) стала официально именоваться батом. Поэтому все монеты данного номинала после 1928 года имеют номинал, выраженный в батах — один бат.

## Характеристики монет
| Изображение | Диаметр | Толщина | Масса   | Материал            | Аверс                                                        | Реверс                                                                           | Годы чеканки |
| ----------- | ------- | ------- | ------- | ------------------- | ------------------------------------------------------------ | -------------------------------------------------------------------------------- | ------------ |
|             |         | 14 мм   | 15,6 г  | серебро             | Обозначение монетного двора и правящей династии              | —                                                                                | 1824         |
|             | 14 мм   | 15 мм   | 15,24 г | серебро             | Обозначение монетного двора и правящей династии              | —                                                                                | 1851—1868    |
|             |         |         |         | медь                | Корона с лучами в окружении зонтов с растительным орнаментом | Слон внутри чакры в окружении 8 звёзд                                            | 1860         |
|             | 31 мм   |         | 15,45 г | серебро             | Корона с лучами в окружении зонтов с растительным орнаментом | Слон внутри чакры в окружении 8 звёзд                                            | 1860         |
|             |         |         |         | медь                | Корона с лучами в окружении зонтов                           | Слон внутри чакры в окружении 8 звёзд                                            | 1868         |
|             | 30 мм   |         | 15 г    | серебро             | Корона в окружении зонтов                                    | Слон внутри чакры в окружении 8 звёзд                                            | 1868—1870    |
|             | 31 мм   | 2,1 мм  | 15,1 г  | серебро             | Портрет Рамы V и его имя                                     | Королевский герб, указание страны и номинала                                     | 1876—1900    |
|             | 31,5 мм |         |         | серебро             | Портрет Рамы V, его полное имя и титул                       | Королевский герб, указание страны, номинала, года чеканки, имени и титула короля | 1901—1907    |
|             | 31 мм   | 3 мм    | 16 г    | серебро 900-й пробы | Портрет Рамы V, его полное имя и титул, указание резчика     | Трёхголовый слон, указание страны, номинала и года чеканки                       | 1908         |
|             | 30,4 мм |         | 15 г    | серебро 900-й пробы | Портрет Рамы VI, его полное имя и титул                      | Трёхголовый слон, указание страны, номинала и года чеканки                       | 1913—1918    |

## Чекан по годам
| Год       | Монет отчеканено | Примечания                                            |
| Тип 1     | Тип 1            | Тип 1                                                 |
| --------- | ---------------- | ----------------------------------------------------- |
| 1824      | ?                |                                                       |
| Тип 2     |                  |                                                       |
| 1851—1868 | ?                |                                                       |
| Тип 3     |                  |                                                       |
| 1860      | ?                |                                                       |
| Тип 4     |                  |                                                       |
| 1860      | ?                |                                                       |
| Тип 5     |                  |                                                       |
| 1868      | ?                |                                                       |
| Тип 6     |                  |                                                       |
| 1868—1870 | ?                |                                                       |
| Тип 7     |                  |                                                       |
| 1876—1881 | ?                | Цифра «๕» с коротким хвостиком                        |
| 1882—1900 | ?                | Цифра «๕» с длинным хвостиком                         |
| Тип 8     |                  |                                                       |
| 1901      | ?                |                                                       |
| 1902      | 4 070 000        | Существуют две разновидности: с большой и малой датой |
| 1903      | 19 150 000       |                                                       |
| 1904      | 4 790 000        |                                                       |
| 1905      | 6 770 000        |                                                       |
| 1906      | ?                |                                                       |
| 1907      | ?                |                                                       |
| Тип 9     |                  |                                                       |
| 1908      | 1 037 000        |                                                       |
| Тип 10    |                  |                                                       |
| 1913      | 2 690 000        |                                                       |
| 1914      | 490 000          |                                                       |
| 1915      | 5 000 000        |                                                       |
| 1916      | 9 080 000        |                                                       |
| 1917      | 14 340 000       |                                                       |
| 1918      | 3 840 000        |                                                       |